# Grzegorz Ryś

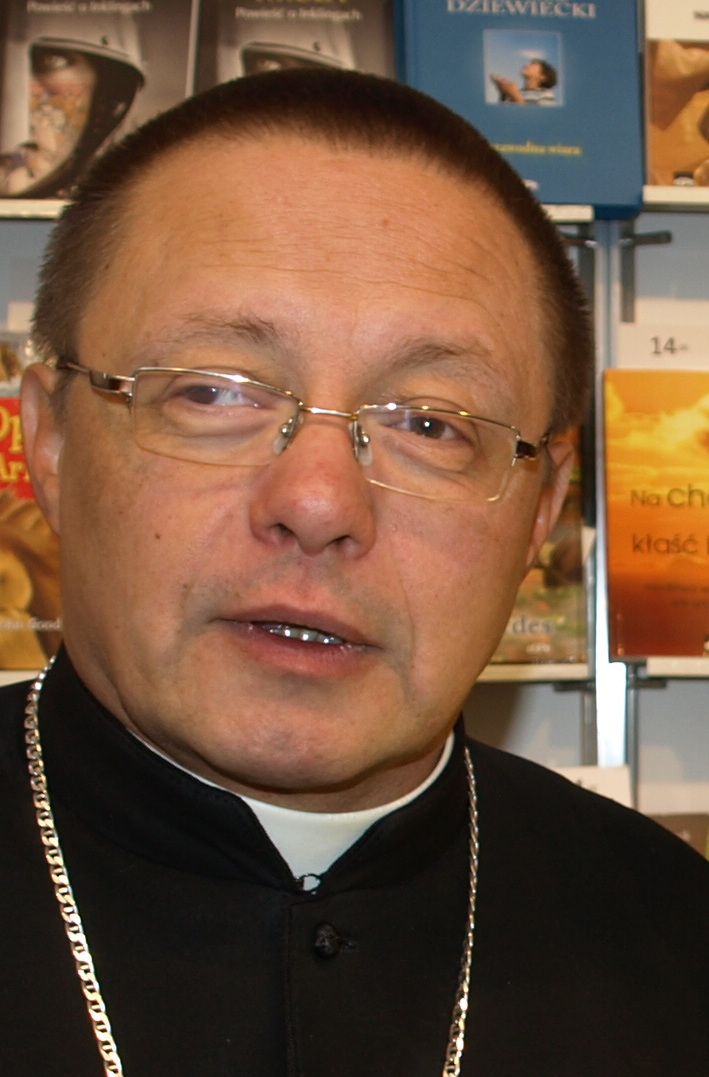
Bischof Grzegorz Ryś (2014)

Wappen als Kardinal

Grzegorz Wojciech Kardinal Ryś (* 9. Februar 1964 in Krakau) ist ein polnischer Geistlicher und römisch-katholischer Erzbischof von Łódź.

## Leben
Der Erzbischof von Krakau, Franciszek Kardinal Macharski, weihte ihn am 22. Mai 1988 in der Wawel-Kathedrale in Krakau zum Priester. Parallel zu seiner theologischen Ausbildung studierte er Kirchengeschichte an der Päpstlichen Akademie für Theologie Krakau. 1994 wurde er mit einer kirchengeschichtlichen Dissertation über den böhmischen Reformator Jan Hus promoviert, 2002 habilitierte er sich im Fach Geschichte. Er war Mitglied in historischen Kommissionen für Heiligsprechungsprozesse, unter anderem in der zur Heiligsprechung von Johannes Paul II. Ryś ist aktiv im ökumenischen und interreligiösen Dialog und war Initiator des Friedenstreffens zwischen Juden, Christen und Moslems „Echo Assisi“ in Krakau. Seit 2012 ist er Mitglied des Internationalen Auschwitz-Komitees.
Papst Benedikt XVI. ernannte ihn am 16. Juli 2011 zum Titularbischof von Arcavica und zum Weihbischof in Krakau. Die Bischofsweihe spendete ihm der Erzbischof von Krakau, Stanisław Kardinal Dziwisz, am 28. September desselben Jahres; Mitkonsekratoren waren Franciszek Kardinal Macharski, emeritierter Erzbischof von Krakau, und Kurienkardinal Stanisław Ryłko. Sein Wahlspruch lautet “Virtus in infirmitate” (2. Kor. 12,9 , deutsch: „[Meine] Kraft [vollendet sich] in Schwachheit“).
Am 14. September 2017 ernannte ihn Papst Franziskus zum Erzbischof von Łódź. Am 4. November 2017 wurde er in sein Amt eingeführt.
Am 25. Juni 2020 ernannte ihn Papst Franziskus zum Apostolischen Administrator sede plena des Bistums Kalisz, womit die Jurisdiktion des Diözesanbischofs Edward Janiak bis auf weiteres ausgesetzt wurde. Am 17. Oktober 2020 nahm Papst Franziskus schließlich Janiaks Rücktritt an. Grzegorz Ryś wurde gleichzeitig als Apostolischer Administrator sede vacante bestätigt. Seine Aufgabe als Apostolischer Administrator endete am 11. Februar 2021 mit der Amtseinführung von Janiaks Nachfolger.
Am 21. November 2020 ernannte ihn der Papst zum Mitglied der Kongregation für die Bischöfe. Im Konsistorium vom 30. September 2023 nahm ihn Papst Franziskus als Kardinalpriester mit der Titelkirche Santi Cirillo e Metodio in das Kardinalskollegium auf. Die Besitzergreifung seiner Titelkirche fand am 22. November desselben Jahres statt. Grzegorz Ryś ist damit nach mehr als zehn Jahren des Pontifikats der erste polnische Diözesanbischof und nach dem ebenfalls aus dem Erzbistum Łódź stammenden Kurienkardinal Konrad Krajewski erst der zweite Pole, den Papst Franziskus zum Kardinal erhob.
Am 4. Oktober 2023 berief ihn Papst Franziskus zudem zum Mitglied des Dikasteriums für den Gottesdienst und die Sakramentenordnung.

## Positionen
Ryś gilt als Verfechter von Reformen in der katholischen Kirche; er ist Kolumnist der Wochenzeitschrift Tygodnik Powszechny, die im Konflikt mit dem nationalkatholischen Krakauer Erzbischof Marek Jędraszewski ihren traditionellen Redaktionssitz in der Krakauer Altstadt aufgeben musste. Im Episkopat Polens vertrat Ryś eine Minderheitsposition; zwar wurde er 2017 in den Ständigen Rat der Bischofskonferenz gewählt, jedoch nach einer Amtszeit 2022 nicht wiedergewählt. Seit der Ernennung zum Kardinal gehört er kraft dieses Amtes dem Gremium wieder an. Er forderte Hilfe für Migranten und betete in Gottesdiensten auch für sie.